# Igreja Cristã Reformada nas Filipinas
A Igreja Cristã Reformada nas Filipinas (ICRF) - em inglês Christian Reformed Church in the Philippines (CRCF)  - é uma denominação reformada continental nas Filipinas, formada em 1962, por missionários da Igreja Cristã Reformada na América do Norte.

## História
Em 1962, os missionários Vince e Lucy Apostol, enviados pela Igreja Cristã Reformada na América do Norte iniciaram a plantação de igrejas na Ilha Negros.
Em 1969, os missionários organizaram o seminário para a formação de seus pastores.
A partir do crescimento dos trabalhos, em 1976, a Igreja Cristã Reformada nas Filipinas foi oficialmente organizada com três congregações.
Em 1990, a denominação já havia crescido para 25 igrejas nas ilhas Luzon, Negros e Panay e foram organizadas as suas as classes (presbitérios).
Em 2004, a denominação tinha 37 igrejas e 4.575 membros.
Em 2020, o Censo das Filipinas relatou 63.884 pessoas se descreveram como membros da igreja.
Todavia, estatísticas da própria denominação, de 2024, relataram apenas 8.232 membros, em 98 igrejas e congregações.

## Doutrina
A ICRF subscreve as Três Formas da Unidade (Cânones de Dort, Catecismo de Heidelberg e Confissão Belga).

## Relações intereclesiásticas
A denominação faz parte da Comunhão Mundial das Igrejas Reformadas.
Além disso, possui relacionamento de igreja-irmã com as Igrejas Reformadas Liberadas.